# Marienplatz (Frontenhausen)

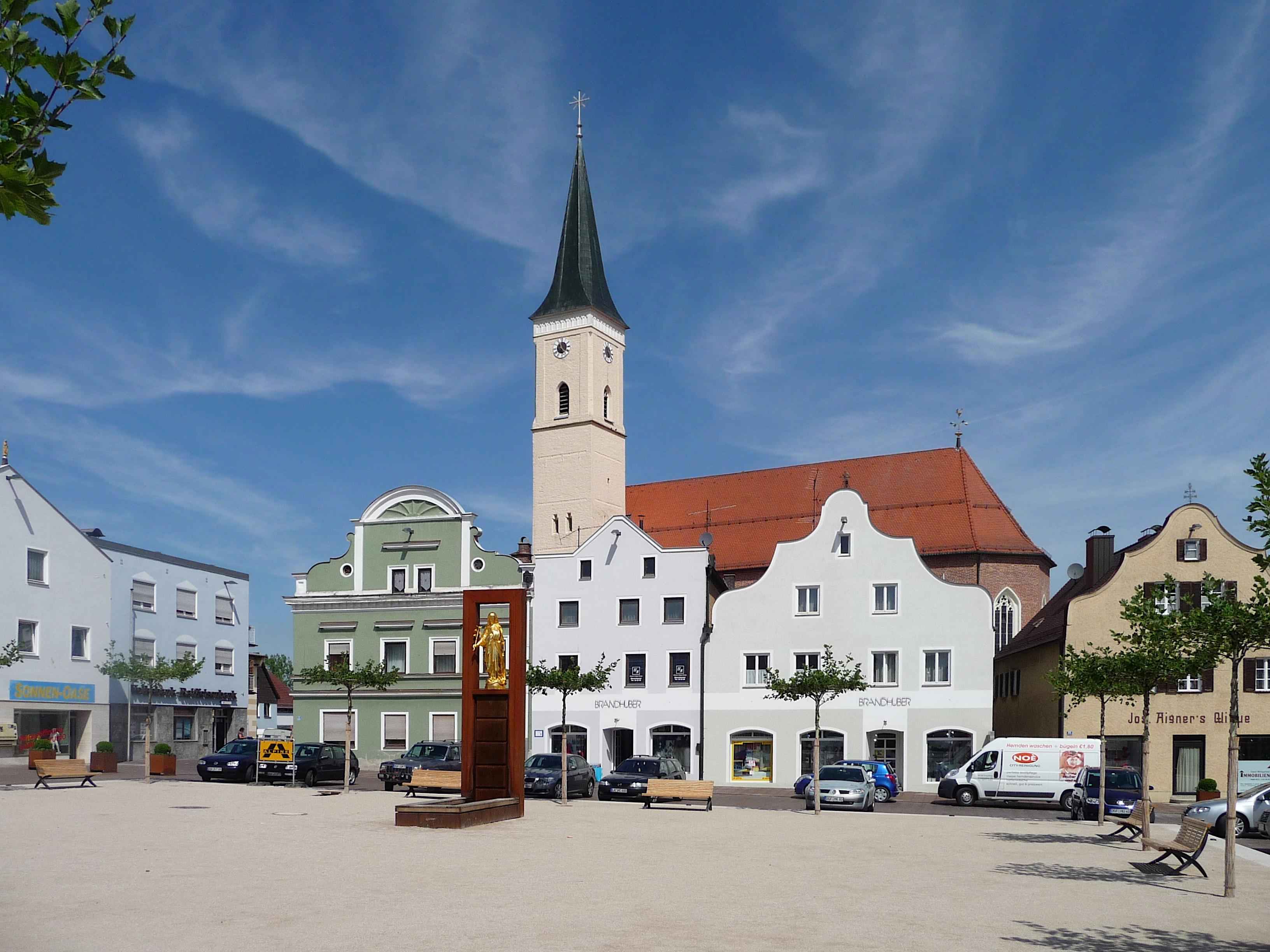
Marienplatz in Frontenhausen (Nordseite)

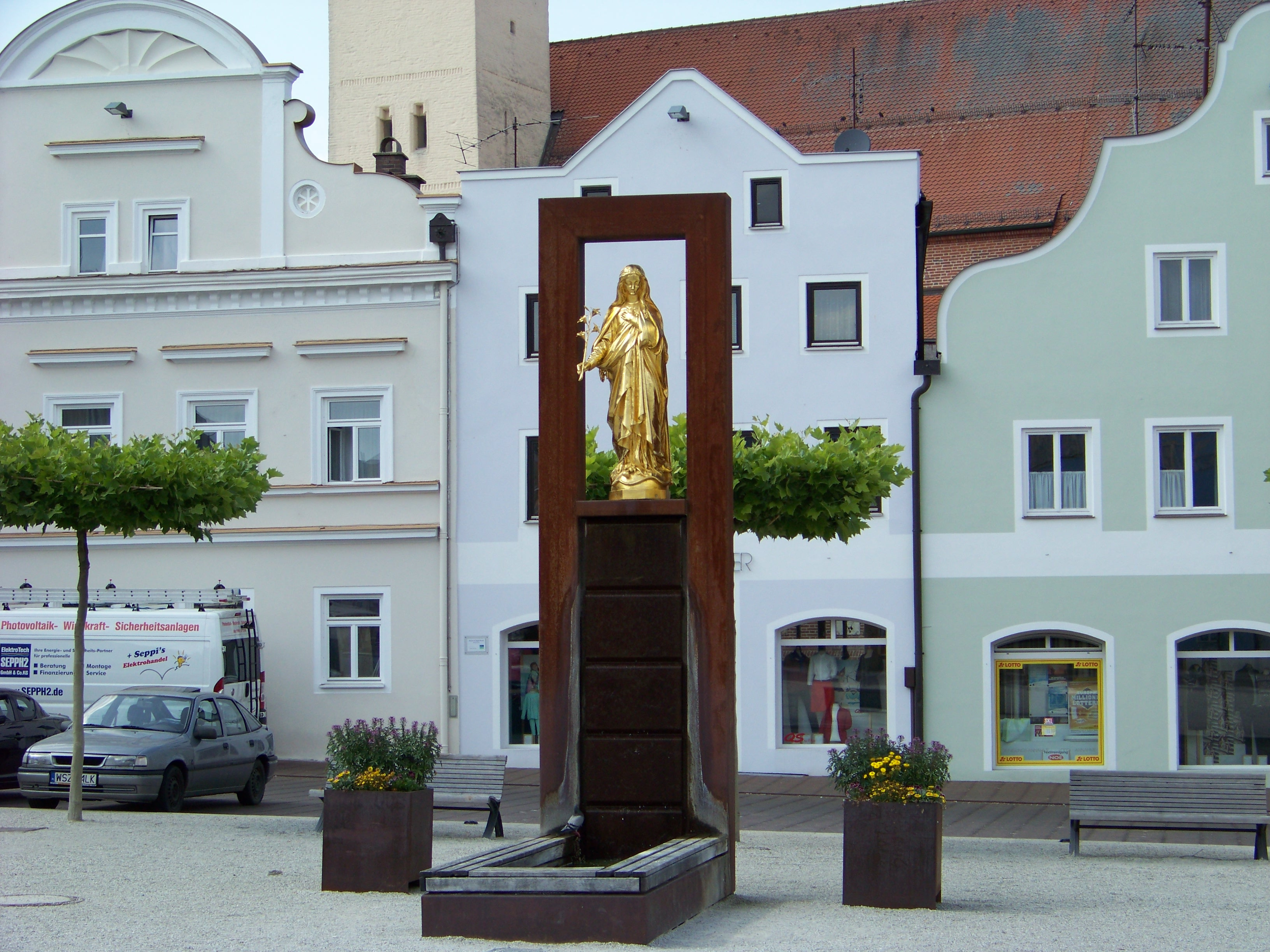
Mariensäule

Der Marienplatz in Frontenhausen, einem Markt im niederbayerischen Landkreis Dingolfing-Landau, ist ein geschütztes Bauensemble nach dem bayerischen Denkmalgesetz.

## Geschichte
Die Siedlung wurde im 8./9. Jahrhundert an einem Übergang über die Große Vils gegründet. 1226 war Frontenhausen an das Hochstift Regensburg gefallen, während die Grafschaftsrechte an die Herzöge von Bayern übergingen. Im Jahr 1386 musste der Ort vom Bischof von Regensburg an die Wittelsbacher verkauft werden. Im selben Jahr erhielt der Ort das Marktrecht. Darauf verweist der Marienplatz als Marktplatz.
Von der zwischen 1418 und 1424 errichteten Marktbefestigung mit ehemals drei Toren haben sich keine Spuren erhalten. 

## Beschreibung
Die Dingolfinger-Straße wie ihr Gegenstück am Nordwesteck, die Kirchgasse, hat nur eine geringe Durchlassbreite, was zur Geschlossenheit des Platzes beiträgt. Der Ort war vor allem 1536 und 1779 von Bränden heimgesucht, sodass von der ursprünglichen Holzbauweise am Platz nichts erhalten geblieben ist. Die heutige Bebauung reicht teilweise noch in das 18. Jahrhundert zurück und ist meist zweigeschossig, wobei die älteren Gebäude giebelseitig zum Platz stehen. 
An der Westseite bilden die Apotheke und das Rathaus von 1737 mit ihrem gemeinsamen, traufseitigen Walmdach eine geschlossene Fassade. An der Nordseite wird die mit Schweifgiebelhäusern gestaltete Front von der Pfarrkirche St. Jakob überragt. Diese Bebauung bildet zugleich die Kirchhofbegrenzung. 
Die Mariensäule wurde 1874 errichtet.

## Einzelne Baudenkmäler
- Marienplatz 1: Apotheke, zweigeschossiges Eckhaus mit Walmdach aus dem 18. Jahrhundert; bildet eine Baueinheit mit Marienplatz 3/5
- Marienplatz 3/5: Rathaus, zweigeschossiger Traufseitbau mit Dreiecksgiebel, 1737, Dachreiter aus der zweiten Hälfte des 19. Jahrhunderts; bildet eine Baueinheit mit Marienplatz 1
- Marienplatz 8: Wohnhaus, zweigeschossiger Satteldachbau mit zinnenbekrönter Vorschussmauer in neugotischen Formen, zweite Hälfte 19. Jahrhundert

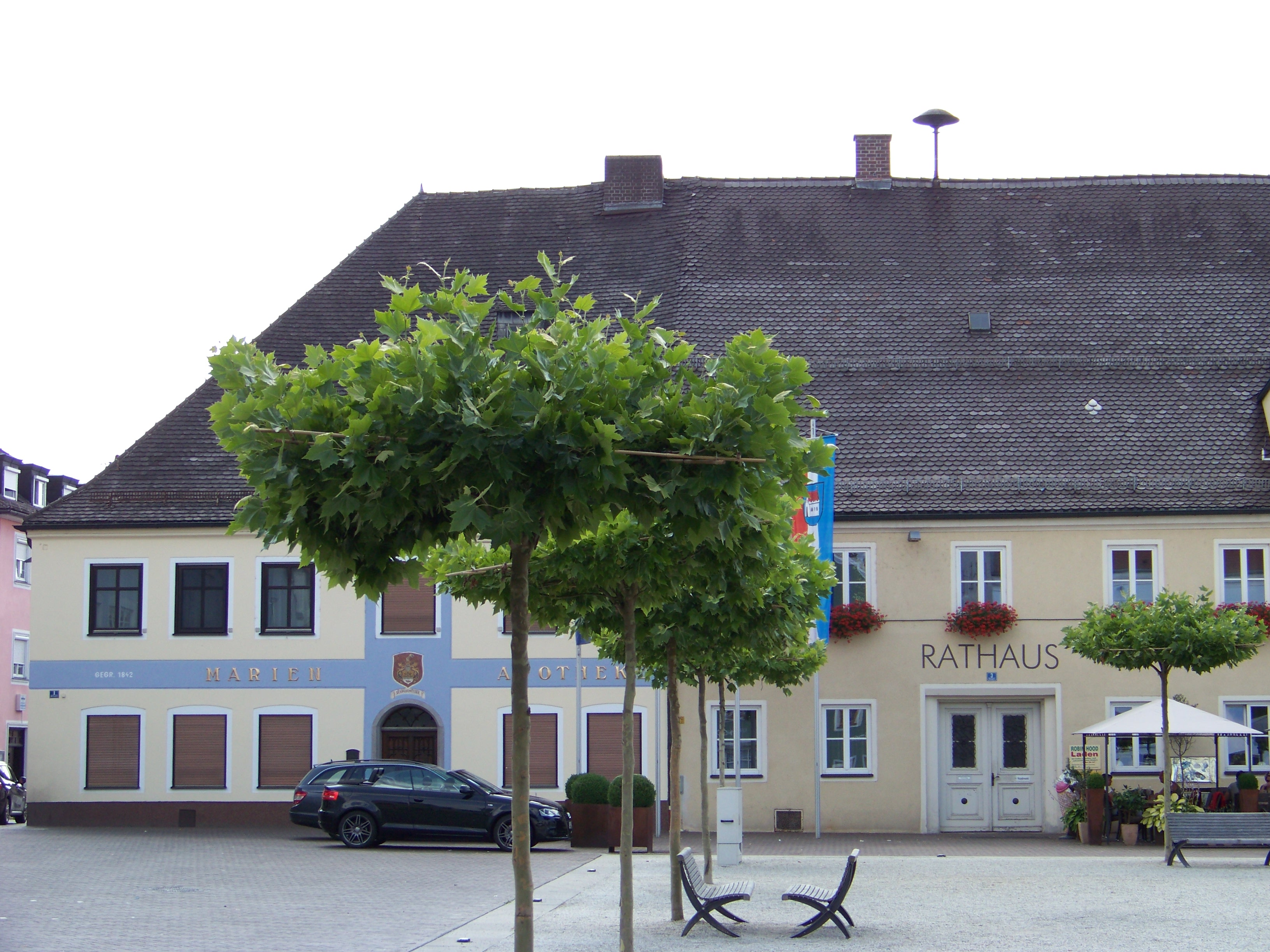
Marienplatz mit Apotheke
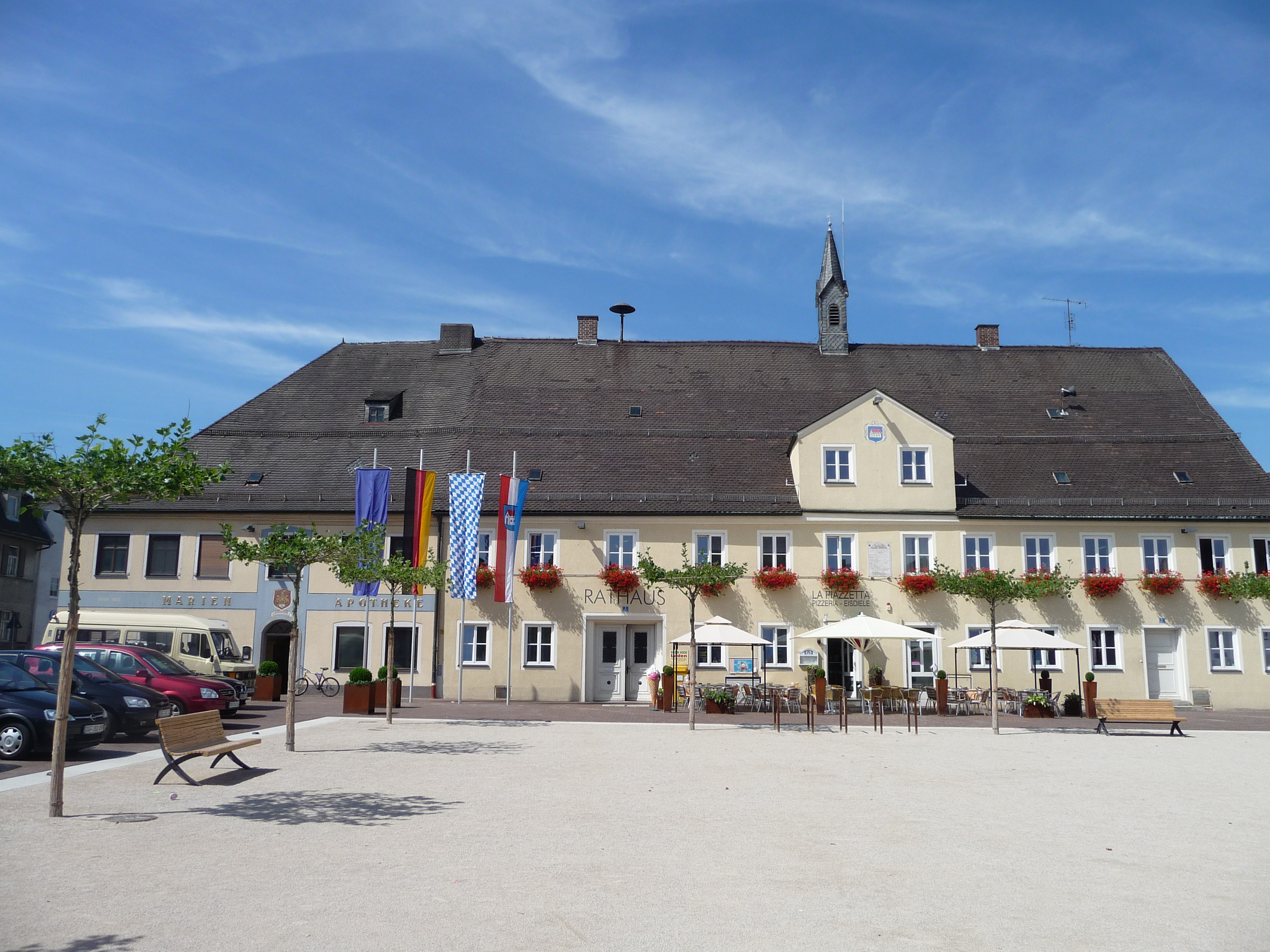
Rathaus
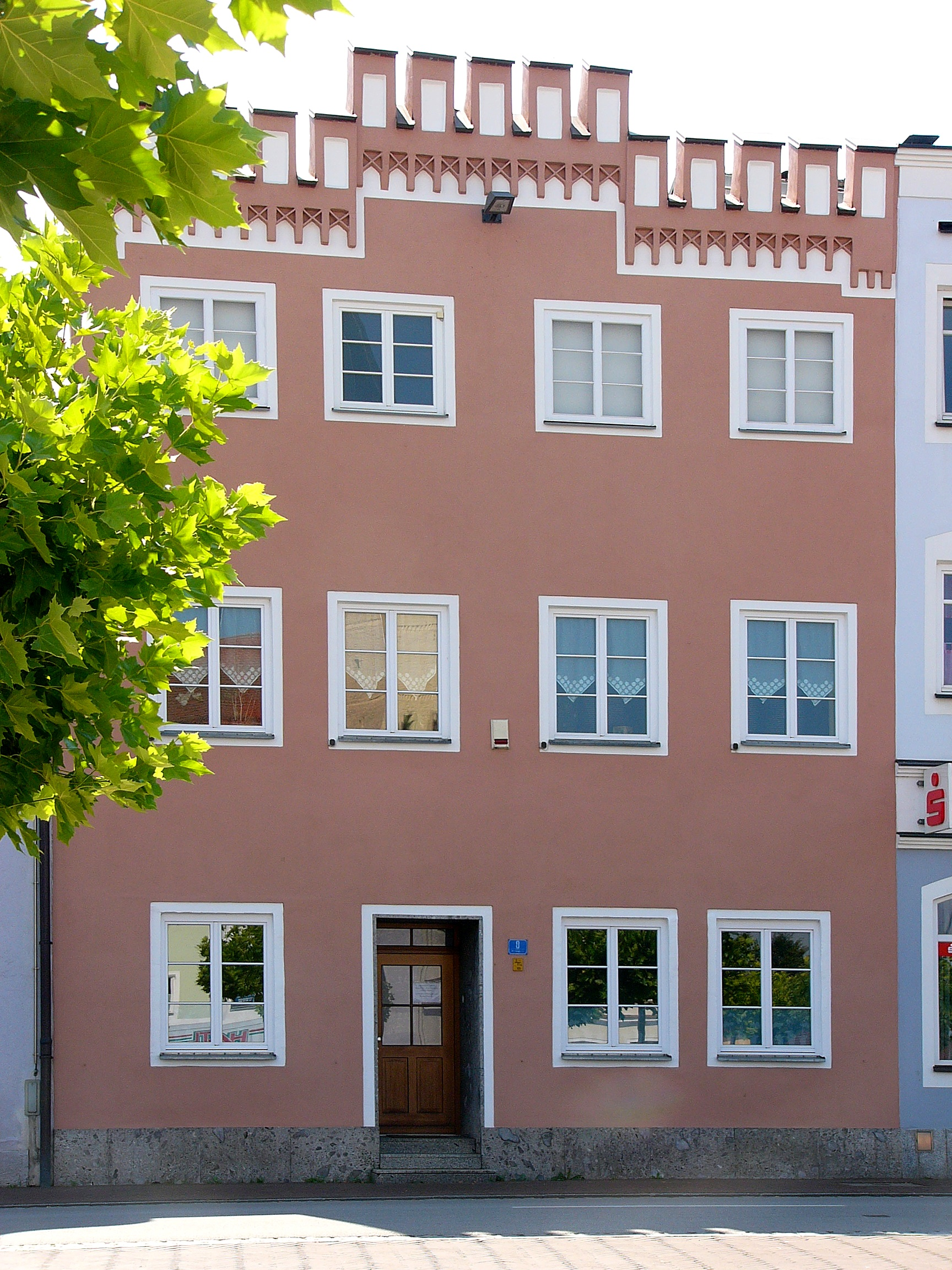
Wohnhaus Marienplatz 8